# Gouverneur de province (Chine)
Le gouverneur de province  ou grand coordinateur (xunfu) est le postes de responsabilité le plus important de l'administration locale de la Chine impériale entre le  14e siècle et le début du 19e siècle sous les dynasties Ming et Qing avec toutefois des attributions différentes sous ces deux dynasties.

## Rôle

### Sous les Ming
Le poste de grand coordinateur est créé durant la dynastie Ming (1368-1644) par l'empereur Xuande (1425-1435) pour inspecter et pacifier les provinces du sud. Cinq années plus tard, des grands coordinateurs sont également envoyés par le gouvernement central pour réaliser le même genre de mission dans les provinces du Henan, du Shaanxi et du Sichuan. Par la suite, il y eut des grands coordinateurs dans chaque province. Le grand coordinateur n'était rattaché à aucune structure et ne disposait que d'un mandat temporaire. Il devait gérer le gouvernement d'une province en coordonnant le travail des trois agences principales chargées de l'administration locale : la commission de l'administration de la province, la commission de surveillance de la province et la commission régionale militaire. Étant membres du censorat, il disposait d'un pouvoir de mise en accusation et d'un accès direct à l'Empereur qui le considérait comme un représentant personnel. Bien que civil, il avait également un titre militaire lorsqu'il devait superviser d'importantes affaires militaires.

### Sous les Qing
Sous les Qing (1644-1912), le poste de xunfu, désormais traduit par gouverneur (de province), devient permanent dans les dix-huit provinces intérieures et constitue le niveau le plus élevé de l'administration locale. Il était doublé par un gouverneur-général (ou vice-roi) dont le périmètre d'intervention s'étendait à deux provinces contiguës (par exemple le gouverneur-général du Huguang avait la charge du Hubei et du Hunan) ou d'une unique province lorsqu'elle était importante (par exemple le Sichuan). Contrairement à l'époque des Ming, le gouverneur de province ne coordonnait plus les commissions mais était le responsable de l'administration provinciale. Il était assisté par des spécialistes dans les domaines juridique, financier et de l'éducation qui relevaient des ministères centraux. Du fait de différentes contraintes, dont la nécessité pour l'empereur de consacrer beaucoup de temps à l'exécution des rites, les limites de sa capacité de travail, son niveau d'intérêt pour les affaires locales, l'éloignement de la Cour Impériale et la taille de l'empire chinois, le gouverneur de province disposait d'une grande autonomie et était souvent à l'origine des réformes et des décisions qui devaient être prises pour faire face aux événements. Le rôle de l'empereur était d'évaluer ces initiatives et si elles étaient jugées bonnes de les diffuser auprès des autres gouverneurs. Le gouverneur de province encadrait généralement de 7 à 13 préfectures et chaque préfecture comptait de cinq à six sous-préfectures (ou comté ou xian). La Chine impériale comptait en tout environ 2 000 sous-préfectures. La sous-préfecture était le niveau administratif le plus bas et généralement la seule administration à laquelle avaient affaire les habitants de la Chine impériale. Le circuit, une structure administrative qui s'intercalait entre la province et la préfecture, ne constituait plus sous les Qing qu'un vestige de l'administration Ming sans aucun rôle véritable